# Штрезов
Штрезов (нем. Stresow) — деревня в Германии, в земле Саксония-Анхальт, входит в район Йерихов в составе городского округа Мёккерн.
Население составляет 127 человек (на 31 декабря 2014 года). Занимает площадь 6,27 км².

## История
Первое упоминание о поселении относится к 1306 году.
1 сентября 2010 года, после проведённых реформ, Штрезов вошёл в состав городского округа Мёккерн в качестве района.